# Lista de municípios do Amapá por IDH-M

Mapa do IDH do Amapá.Legenda:
Muito alto (nenhum município)
Alto (2 municípios)
Médio (11 municípios)
Baixo (3 municípios)
Muito baixo (nenhum município)

Esta é uma lista de municípios do estado do Amapá por Índice de Desenvolvimento Humano (IDH), segundo dados do Programa da Nações Unidas para o Desenvolvimento (PNUD) datados do ano 2010. De acordo com os dados de 2010, o município com o maior Índice de Desenvolvimento Humano no estado do Amapá era Macapá, com um índice de 0,733 (considerado alto), e o município com o menor índice foi Itaubal, com um índice de 0,576 (considerado baixo). De todos os municípios do estado, nenhum município registrou um IDH muito alto, enquanto 2 apresentaram um IDH alto, 11 municípios IDH médio, 3 IDH baixo, e nenhum município IDH muito baixo.
O cálculo do índice é composto a partir de dados de expectativa de vida ao nascer (IDH-L), educação (IDH-E), e PIB em Paridade do Poder de Compra per capita (IDH-R) recolhidos em nível nacional ou regional, e possui o objetivo de medir o padrão de vida. O índice foi desenvolvido em 1990 pelos economistas Amartya Sen e Mahbub ul Haq, e vem sendo usado desde 1993 pelo Programa das Nações Unidas para o Desenvolvimento (PNUD).
O Índice de Desenvolvimento Humano varia de 0 até 1, e nesta lista é dividido em cinco categorias: IDH muito alto (0,800 – 1,000), IDH alto (0,700 – 0,799), IDH médio (0,600  0,699), IDH baixo (0,500 – 0,599) e IDH muito baixo (0,000 – 0,499).

## Lista

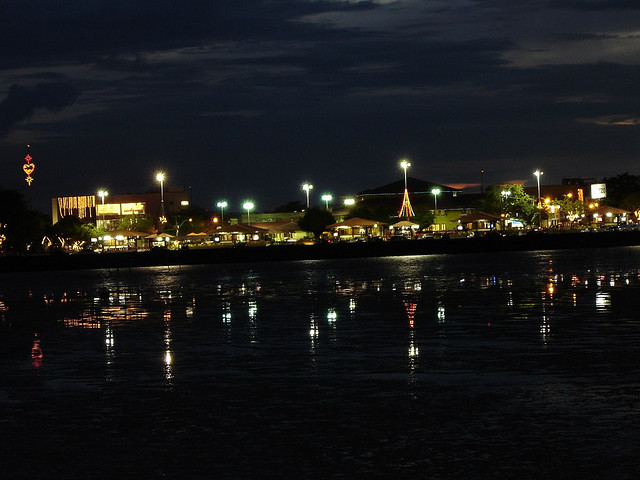
Vista noturna de Macapá.

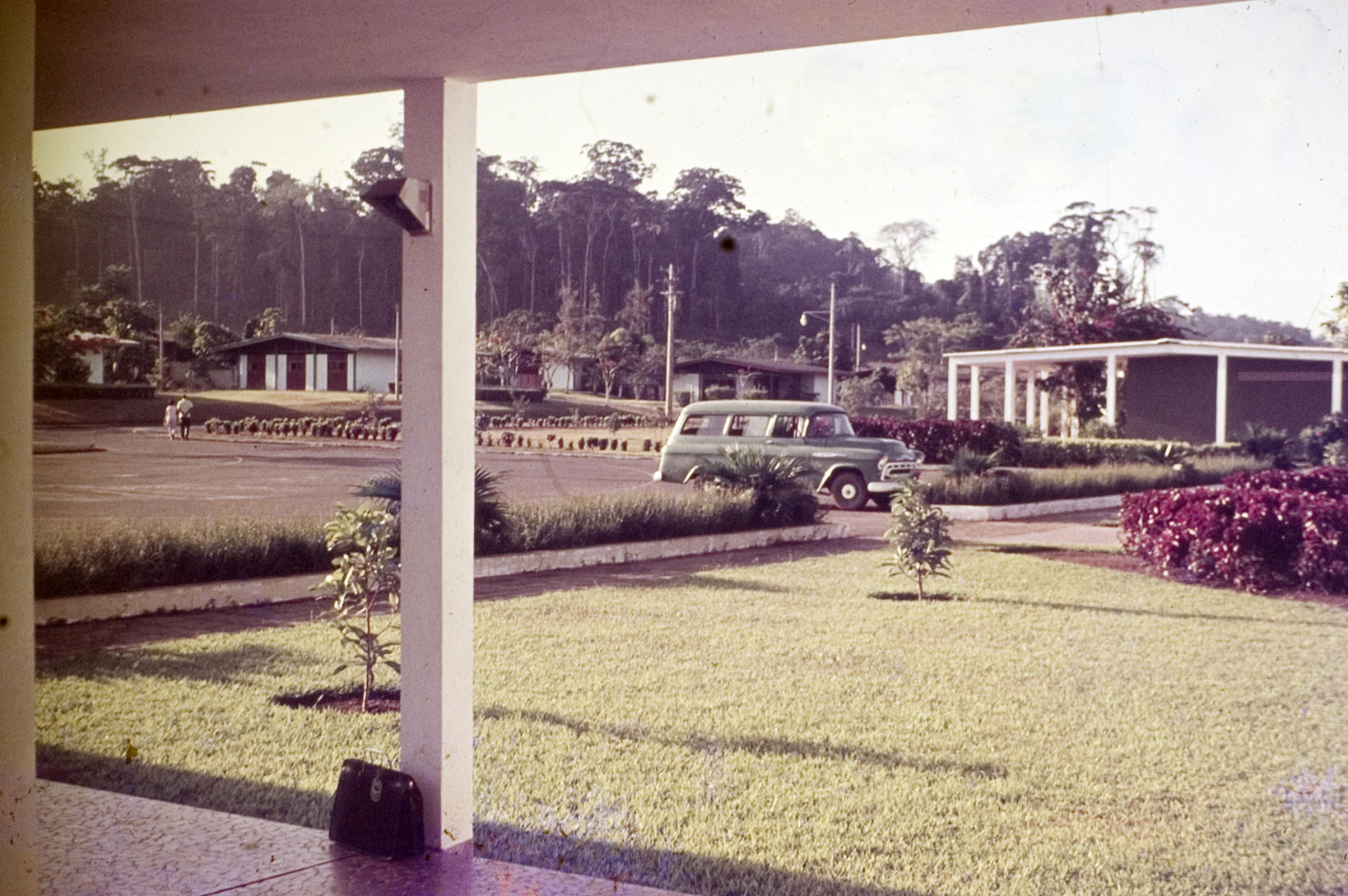
Municípios de Serra do Navio em 1965.

| Posição           | Municípios              | Dados de 2010    | Dados de 2010    | Dados de 2010    | Dados de 2010    |
| Posição           | Municípios              | IDH municipal    | IDH renda        | IDH longevidade  | IDH educação     |
| IDH-M muito alto  | IDH-M muito alto        | IDH-M muito alto | IDH-M muito alto | IDH-M muito alto | IDH-M muito alto |
| ----------------- | ----------------------- | ---------------- | ---------------- | ---------------- | ---------------- |
| nenhum município  |                         |                  |                  |                  |                  |
| IDH-M alto        |                         |                  |                  |                  |                  |
| 1                 | Macapá                  | 0,733            | 0,723            | 0,820            | 0,663            |
| 2                 | Serra do Navio          | 0,709            | 0,659            | 0,783            | 0,692            |
| IDH-M médio       |                         |                  |                  |                  |                  |
| 3                 | Santana                 | 0,692            | 0,654            | 0,794            | 0,638            |
| 4                 | Laranjal do Jari        | 0,665            | 0,641            | 0,801            | 0,573            |
| 5                 | Oiapoque                | 0,658            | 0,693            | 0,779            | 0,527            |
| 6                 | Ferreira Gomes          | 0,656            | 0,635            | 0,820            | 0,542            |
| 7                 | Calçoene                | 0,643            | 0,636            | 0,759            | 0,550            |
| 8                 | Amapá                   | 0,642            | 0,631            | 0,790            | 0,532            |
| 9                 | Porto Grande            | 0,640            | 0,610            | 0,777            | 0,554            |
| 10                | Cutias                  | 0,628            | 0,576            | 0,760            | 0,566            |
| 11                | Pedra Branca do Amapari | 0,626            | 0,628            | 0,779            | 0,502            |
| 12                | Vitória do Jari         | 0,619            | 0,587            | 0,781            | 0,517            |
| 13                | Pracuuba                | 0,614            | 0,539            | 0,790            | 0,544            |
| IDH-M baixo       |                         |                  |                  |                  |                  |
| 14                | Mazagão                 | 0,592            | 0,609            | 0,758            | 0,449            |
| 15                | Tartarugalzinho         | 0,592            | 0,553            | 0,794            | 0,473            |
| 16                | Itaubal                 | 0,576            | 0,528            | 0,758            | 0,477            |
| IDH-M muito baixo |                         |                  |                  |                  |                  |
| nenhum município  |                         |                  |                  |                  |                  |